# Frente Regional y Popular
Frente Regional y Popular (abreviado FREP) fue un partido político chileno, de ideología regionalista, que estuvo activo únicamente en las regiones de Antofagasta y Atacama. El 20 de junio de 2016 fue reconocida la constitución legal del partido en la mencionada región y en abril de 2017 se fusionó con varios partidos regionalistas en la Federación Regionalista Verde Social (FREVS).

## Historia
Fue fundado el 24 de noviembre de 2015 (según consta en la escritura pública publicada el 21 de enero de 2016 en el Diario Oficial de la República de Chile para establecer su constitución) La creación del partido contó con el respaldo de prominentes figuras políticas de la región, como el exdiputado Jaime Mulet y el exalcalde de Tierra Amarilla Yhanss Delgado.
Su símbolo es una bandera rectangular en proporción horizontal 3:2 en relación con la vertical, de color azul colonial con nueve estrellas concéntricas ubicadas al medio de la bandera, color amarillo oro. En su declaración de principios, Frente Regional y Popular afirma ser una colectividad regionalista y progresista, cuyo principal enfoque es el ser humano y sus derechos.
El partido anunció que presentaría candidaturas a concejales en la Región de Atacama para las elecciones municipales de 2016, en donde participó de un pacto político con los partidos Progresista y Democracia Regional Patagónica el cual fue anunciado el 10 de abril de 2016.
El 3 de febrero de 2017 el partido solicitó la inscripción legal en la Región de Antofagasta, siendo aceptada el 3 de abril del mismo año. En el mismo mes de febrero el partido acordó fusionarse con Fuerza Regional Norte Verde, Movimiento Independiente Regionalista Agrario y Social y Somos Aysén para constituir la Federación Regionalista Verde Social (FREVS). Fue disuelto oficialmente el 26 de abril de 2017 al ser constituida legalmente la FREVS.

## Directiva
- Presidente: Jaime Mulet
- Vicepresidentes:
  - Yhanss Delgado Quevedo
  - Alessandra Santibáñez Carrizo
  - Deisy Aros Pizarro
- Secretario general: Omar Monardes Rodríguez
- Tesorera: Carlos Gómez Rojas[1]

## Resultados electorales

### Elecciones municipales
|  | 0,01 % |

|  | 0,15 % |

Nota: Los resultados de la elección de concejales de 2016 incluye a los independientes apoyados por el partido dentro del pacto «Yo Marco por el Cambio».